# Герхард I (архиепископ Бремена)
Архиепископ Герхард I (Герхард Ольденбург-Вильдесгаузенский, нем. Gerhard von Oldenburg-Wildeshausen; ум. 13 августа 1219) — архиепископ Гамбург-Бременский (1210—1219), епископ Оснабрюкский (1190—1216) . Последний архиепископом Гамбурга, со смертью которого этот титул был утерян.
Он был вторым сыном Генриха I графа Ольденбургского в Вильдесгаузене. После смерти епископа Арнольда в 1191 году был избран епископом Оснабрюка. Выступал в поддержку Гогенштауфенов, что привело к конфликту между королём Филиппом Швабским и императором Оттоном IV относительно сохранности находящегося в его ведении церковного имущества.
В 1210 году, во время арбитража в споре между двумя кандидатами на место архиепископа Бремена, папа Иннокентий III не поддержал ни одного из двух избранных кандидатов — епископа Шлезвига Вальдемара и Бурхарда фон Штумпенгаузена, а вместо этого назначил архиепископом тогдашнего епископа Оснабрюка Герхарда. 30 октября 1210 года Герхард был избран Бременским соборным капитулом архиепископом, но первоначально не смог вступить в должность, потому что города Гамбург и Бремен, а также несколько знатных дворян и фермерских общин поддержали Вальдемара. Не получив паллия, Вальдемар де-факто занимал пост архиепископа с 1211 по 1217 год; Герхард в это время оставался епископом Оснабрюка.
В 1219 году Герхард отправился во Франкфурт на рейхстаг, созванный Фридрихом II, чтобы помириться там с Генрихом V, братом Оттона IV, но умер до акта примирения.